# John Pinone
John Gabriel Pinone Jr., es un exbaloncestista estadounidense nacido en Hartford, Connecticut (Estados Unidos) el 19 de febrero de 1961. Jugaba en la posición de pívot. Jugó con la selección estadounidense, en la NBA y en España.

## Trayectoria deportiva

### Universidad
Su época universitaria fue muy exitosa en la Universidad Villanova y tiene aún algún récord histórico (su dorsal número 45 fue retirado), lo que le valió para ser seleccionado para el equipo nacional estadounidense. 

### Profesional
Su primer equipo profesional fue Atlanta Hawks (1983) donde solo jugó unos cuantos partidos, para después jugar en la CBA. 
En 1984, casi por azar aceptó jugar en Europa. Se convirtió en un jugador mítico del Club Baloncesto Estudiantes, (sustituyendo a su compatriota Craig McCormick) entre 1984 y 1993, donde marcó una época en la ACB gracias a su gran juego, mucho más allá de sus modestos 2,02 en su posición de pívot. Dotado de una gran muñeca, visión de juego, anticipación, sentido de la colocación y casta, este baloncestista, apodado «Oso» Pinone por su corpulencia, fue una referencia para los seguidores del baloncesto en la década de los 80 y los 90. Curiosamente, el mismo apodo "Bear" le habían puesto en su época en Villanova los fanes de la Universidad de Villanova.
En marzo de 1992, conquista la Copa del Rey y es nombrado MVP del torneo.

## Títulos

### Selección nacional
- Medalla de Plata con la Selección Nacional de Estados Unidos en el MundoBasket de Colombia'82.

### Clubes
- Campeón de la Copa del Rey de Baloncesto con el Club Baloncesto Estudiantes, temporada 1991/92.
- Campeón de la Copa Príncipe de Asturias con el Club Baloncesto Estudiantes, temporada 1985/86.
- Semifinalista de la Euroliga con el Club Baloncesto Estudiantes, temporada 1991/92, en la Final Four celebrada en Estambul.

### Distinciones individuales
- Trofeo Robert V. Geasey (1981, 1982 y 1983)
- MVP (mejor jugador en un torneo) de la Copa del Rey de baloncesto de 1992.
- Insignia de oro y brillantes del Club Baloncesto Estudiantes, máxima distinción del club colegial.
- Está considerado "jugador histórico" por la ACB en cuanto a minutos (12.000) y en cuanto a puntos (6.000).